# Carina Vogt
Carina Vogt, nemška smučarska skakalka, * 5. februar 1992, Schwäbisch Gmünd, Nemčija. 
Vogtova je bila članica nemške ženske skakalne reprezentance in je sodila v prvo generacijo skakalk, ki nastopajo na organiziranih tekmovanjih. Leta 2014 si je priskakala zlato medaljo na zgodovinski prvi olimpijski ženski prireditvi v smučarskih skokih.

## Tekmovalna kariera

### Celinski pokal, 2007-12
Na tekmah kontinentalnega pokala je prvič nastopila 6. avgusta 2006 v starosti 14 let in pol. To je bilo na tekmi v domačem Klingenthalu kjer je zasedla 31. mesto. Pol leta kasneje, 14. januarja 2007, je že na svoji drugi tekmi prvič prišla med najboljših deset. V avstrijskem Beljaku je bila sedma. Od tedaj dalje je redno nastopala v tem tekmovanju, ki je bilo tedaj najmočnejše žensko skakalno tekmovanje na svetu. 
V svoji prvi sezoni, to je bilo 2006-07, je bila dokaj redno uvrščena med dobitnicami točk in je zaključila na skupno 26. mestu za 169 osvojenih točk. V sezoni 2007-08 je prišla do prve uvrstitve na oder za zmagovalke, ko je 20. februarja 2008 bila na tekmi v Baiersbronnu tretja. Na koncu je v seštevku sezone zaključila na 18. mestu s 237 točkami.
Svojo prvo zmago je dosegla 2. januarja 2010, ko je na tekmi v Baiersbronnu slavila pred Danielo Iraschko za pičle pol točke prednosti. V sezoni 2009-10 je bila v seštevku uvrščena na osmo mesto s 441 osvojenimi točkami.
V sezoni 2010-11 je nastopila na vsega devetih tekmah in bila najboljša dvakrat enajsta. Vsega skupaj je osvojila 154 točk kar je bilo dovolj za končno 31. mesto.

### Svetovni pokal, 2011-16
Na tekmah za svetovni pokal je prvič nastopila 7. januarja 2012 na tekmi v domačem Hinterzartnu in zasedla šele 35. mesto.V zgodovinski prvi ženski sezoni se je uvrščala bolj pri repu trideseterice in tekmovanje zaključila na 27. mestu s 96 točkami.

#### Bron in srebro na mladinskem SP 2012
Februarja 2012 je nastopila na svojem zadnjem mladinskem svetovnem prvenstvu, ki je bilo organizirano v turškem Erzurumu. Svojo zadnjo priložnost po osvojitvi medalje na tem tekmovanju je dobro izkoristila, potem ko je na prejšnjih vedno odpovedala in ni osvajala najvidnejših mest. Najprej je 23. februarja na tekmi posameznic zasedla tretje mesto in si priskakala bronasto medaljo. Nato je dva dni kasneje v postavi nemške ženske ekipe bila druga in se veselila še osvojene srebrne medalje.
V sezoni 2012-13 se je začela dokaj redno uvrščati na mesta med prvo deseterico in na koncu prišla tudi do prvih stopničk. To je bilo 9. februarja 2013 v japonskem Zaōju, ko je bila tretja. Sezono je končala na skupno 7. mestu s 481 osvojenimi točkami.
V sezoni 2013-14 je dosegla osem uvrstitev na oder za zmagovalke, po štirikrat je bila druga in tretja. V seštevku sezone je bila uvrščena na skupno drugo mesto, z 806 točkami je zaostala le za Takanašijevo.

#### Prva olimpijska zmagovalka
Nastopila je tudi na prvi olimpijski ženski tekmi, ki je bila 11. februarja 2014 v Sočiju. Tam ji je uspel zgodovinski dosežek, ko je zmagala pred vsemi in osvojila prvo podeljeno zlato medaljo.
V sezoni 2014-15 je prišla do svoje prve zmage v svetovnem pokalu. To je bilo na tekmi v japonskem Zaoju dne 18. januar 2015. Nato je dosegla še drugo zmago, bila še štirikrat druga in to je zadostovalo za končno tretje mesto s 672 osvojenimi točkami.
V sezoni 2015-16 je rezultatsko nekoliko nazadovala. Njena najboljša uvrstitev je bila eno četrto mesto, vsega skupaj se je med prvo deseterico uspela uvrstiti vsega šestkrat. Tako je bila v skupnem seštevku sezone na enajstem mestu s 345 točkami.

## Dosežki v svetovnem pokalu

### Uvrstitve po sezonah
| Sezona  | Uvrstitev | Točke |
| ------- | --------- | ----- |
| 2011-12 | 27.       | 96    |
| 2012-13 | 7.        | 481   |
| 2013-14 | 2         | 806   |
| 2014-15 | 3         | 672   |
| 2015-16 | 11.       | 345   |

### Uvrstitve na stopničke po sezonah
| Sezona  | 1 | 2 | 3 | Skupaj |
| 2011-12 | - | - | - | -      |
| 2012-13 | - | - | 1 | 1      |
| 2013-14 | - | 4 | 4 | 8      |
| 2014-15 | 2 | 4 | - | 6      |
| 2015-16 | - | - | - | -      |
| Skupaj  | 2 | 8 | 5 | 15     |

### Zmage (2)
| Št. | Sezona  | Datum           | Lokacija   | Skakalnica          | Velikost |
| --- | ------- | --------------- | ---------- | ------------------- | -------- |
| 1.  | 2014-15 | 18. januar 2015 | Zaō        | Yamagata HS100      | Srednja  |
| 2.  | 2014-15 | 1. februar 2015 | Hinzenbach | Aigner-Schanze HS94 | Srednja  |